# (22485) Unterman
(22485) Unterman est un astéroïde de la ceinture principale.

## Description
(22485) Unterman est un astéroïde de la ceinture principale. Il fut découvert le 6 avril 1997 à Socorro (Nouveau-Mexique) par le projet LINEAR. Il présente une orbite caractérisée par un demi-grand axe de 2,78 UA, une excentricité de 0,03 et une inclinaison de 3,7° par rapport à l'écliptique.

## Compléments